# Sport Club Marsala 1980-1981
Questa voce raccoglie le informazioni riguardanti lo Sport Club Marsala nelle competizioni ufficiali della stagione 1980-1981.

## Stagione
Nella stagione 1980-1981 il Marsala disputò il campionato di Serie C2, raggiungendo il 4º posto nel girone D.

## Divise
I colori sociali dello Sport Club Marsala sono l'azzurro ed il bianco.
| Casa | Trasferta |

## Rosa
| N. |                   | Ruolo | Calciatore                |
| -- | ----------------- | ----- | ------------------------- |
|    | Italia (bandiera) | P     | Andrea Chini              |
|    | Italia (bandiera) | P     | Antonino Patti            |
|    | Italia (bandiera) | D     | Vincenzo De Francisci     |
|    | Italia (bandiera) | D     | Sandro Di Giacomo         |
|    | Italia (bandiera) | D     | Renato Oteri              |
|    | Italia (bandiera) | D     | Carmelo Scalone           |
|    | Italia (bandiera) | D     | Pietro Segesta            |
|    | Italia (bandiera) | D     | Marco Serafini (capitano) |
|    | Italia (bandiera) |       | Razzino                   |
|    | Italia (bandiera) | C     | Francesco Cariola         |

| N. |                   | Ruolo | Calciatore           |
| -- | ----------------- | ----- | -------------------- |
|    | Italia (bandiera) | C     | Alessandro Ceccaroni |
|    | Italia (bandiera) | C     | Sandro Dell'Omodarme |
|    | Italia (bandiera) | C     | Sergio Ferretti      |
|    | Italia (bandiera) | C     | Lucio Giammarinaro   |
|    | Italia (bandiera) | C     | Marcello Manca       |
|    | Italia (bandiera) | C     | Pasquale Marino      |
|    | Italia (bandiera) | C     | Giuseppe Trotta      |
|    | Italia (bandiera) | A     | Carmelo Castorina    |
|    | Italia (bandiera) | A     | Franco Marescalco    |
|    | Italia (bandiera) | A     | Ottavio Moscatiello  |

## Risultati

### Serie C2

#### Girone di andata
| 28 settembre 1980 1ª giornata | Marsala | 2 – 0 | Potenza |  |

| 19 ottobre 1980 2ª giornata | Marsala | 0 – 0 | Juventus Stabia |  |

| 9 novembre 1980 3ª giornata | Marsala | 2 – 1 | Messina |  |

| 30 novembre 1980 4ª giornata | Sorrento | 1 – 1 | Marsala |  |

| 21 dicembre 1980 5ª giornata | Campania | 4 – 1 | Marsala |  |

| 18 gennaio 1981 6ª giornata | Marsala | 2 – 0 | Palmese |  |

| 5 ottobre 1980 7ª giornata | Virtus Casarano | 0 – 1 | Marsala |  |

| 26 ottobre 1980 8ª giornata | Ragusa | 0 – 0 | Marsala |  |

| 16 novembre 1980 9ª giornata | Martina | 2 – 0 | Marsala |  |

| 7 dicembre 1980 10ª giornata | Nuova Igea | 1 – 1 | Marsala |  |

| 4 gennaio 1981 11ª giornata | Marsala | 1 – 0 | Savoia |  |

| 25 gennaio 1981 12ª giornata | Monopoli | 0 – 0 | Marsala |  |

| 12 ottobre 1980 13ª giornata | Barletta | 0 – 0 | Marsala |  |

| 2 novembre 1980 14ª giornata | Marsala | 2 – 1 | Frattese |  |

| 23 novembre 1980 15ª giornata | Marsala | 2 – 0 | Brindisi |  |

| 14 dicembre 1980 16ª giornata | Marsala | 0 – 0 | Alcamo |  |

| 11 gennaio 1981 17ª giornata | Squinzano | 2 – 0 | Marsala |  |

#### Girone di ritorno
| 1º febbraio 1981 18ª giornata | Potenza | 1 – 1 | Marsala |  |

| 22 febbraio 1981 19ª giornata | Juventus Stabia | 0 – 0 | Marsala |  |

| 15 marzo 1981 20ª giornata | Messina | 1 – 0 | Marsala |  |

| 12 aprile 1981 21ª giornata | Marsala | 2 – 2 | Sorrento |  |

| 10 maggio 1981 22ª giornata | Marsala | 2 – 1 | Campania |  |

| 31 maggio 1981 23ª giornata | Palmese | 1 – 0 | Marsala |  |

| 8 febbraio 1981 24ª giornata | Marsala | 1 – 0 | Virtus Casarano |  |

| 1º marzo 1981 25ª giornata | Marsala | 2 – 1 | Ragusa |  |

| 29 marzo 1980 26ª giornata | Marsala | 1 – 0 | Martina |  |

| 26 aprile 1981 27ª giornata | Marsala | 3 – 1 | Nuova Igea |  |

| 17 maggio 1981 28ª giornata | Savoia | 1 – 0 | Marsala |  |

| 7 giugno 1981 29ª giornata | Marsala | 4 – 2 | Monopoli |  |

| 15 febbraio 1981 30ª giornata | Marsala | 2 – 1 | Barletta |  |

| 7 marzo 1981 31ª giornata | Frattese | 1 – 0 | Marsala |  |

| 5 aprile 1981 32ª giornata | Brindisi | 1 – 0 | Marsala |  |

| 3 maggio 1981 33ª giornata | Alcamo | 2 – 1 | Marsala |  |

| 24 maggio 1981 34ª giornata | Marsala | 1 – 0 | Squinzano |  |

## Statistiche

### Statistiche di squadra
| Competizione | Punti | In casa | In casa | In casa | In casa | In casa | In casa | In trasferta | In trasferta | In trasferta | In trasferta | In trasferta | In trasferta | Totale | Totale | Totale | Totale | Totale | Totale | DR |
| Competizione | Punti | G       | V       | N       | P       | Gf      | Gs      | G            | V            | N            | P            | Gf           | Gs           | G      | V      | N      | P      | Gf     | Gs     | DR |
| ------------ | ----- | ------- | ------- | ------- | ------- | ------- | ------- | ------------ | ------------ | ------------ | ------------ | ------------ | ------------ | ------ | ------ | ------ | ------ | ------ | ------ | -- |
| Serie C2     | 40    | 17      | ..      | ..      | ..      | ..      | ..      | 17           | ..           | ..           | ..           | ..           | ..           | 34     | 15     | 10     | 9      | 35     | 28     | +7 |